# Batalha de Beroia (1208)
A Batalha de Beroia (em búlgaro:  Битка при Боруй - Boruy) foi travada em junho de 1208 perto da cidade de Stara Zagora, na moderna Bulgária, entre as forças do Império Búlgaro e do Império Latino, resultando numa vitória búlgara.

## Contexto
No verão de 1208, o novo imperador da Bulgária, Boril, que continuou a guerra de seu predecessor, Joanitzes, contra o Império Latino, invadiu a Trácia oriental. O imperador Henrique de Flandres juntou um exército em Selímbria (Silivri) e seguiu para Adrianópolis (Odrin).

## A batalha
Depois de saber que o exército cruzado estava em marcha, os búlgaros recuaram para posições melhores na região de Beroia (Stara Zagora). À noite, eles enviaram os cativos e o espólio capturado dos bizantinos para o território ao norte da cordilheira dos Balcãs e marcharam já em formação de batalha contra o acampamento latino, que não era fortificado. Ao amanhecer, eles atacaram sem aviso prévio. Os cruzados que estavam de serviço começaram uma furiosa luta para dar tempo aos companheiros de se prepararem para o combate. Enquanto a maior parte dos latinos ainda formava seus esquadrões, as baixas se acumulavam principalmente por causa dos experientes arqueiros búlgaros que atiravam nos inimigos ainda sem armadura. Enquanto isso, a cavalaria búlgara conseguiu contornar os flancos latinos e atacou o centro da formação. No combate que se seguiu, os cruzados perderam muitos homens; o próprio Henrique foi laçado e por pouco não foi preso - um cavaleiro conseguiu cortar a corda com sua espada e o protegeu das flechas com sua pesada armadura. Forçados pela cavalaria búlgara, o exército latino conseguiu recuar ainda em formação até Filipópolis.

## Consequências
A retirada durou doze dias, nos quais os búlgaros seguiram de perto e atacaram os latinos constantemente, infligindo-lhes pesadas perdas, principalmente na retaguarda, que só não sucumbiu completamente por causa das constantes intervenções da força principal latina. Porém, perto de Filipópolis, os cruzados finalmente aceitaram o combate e derrotaram os búlgaros.